# Референдум щодо незалежності Хорватії

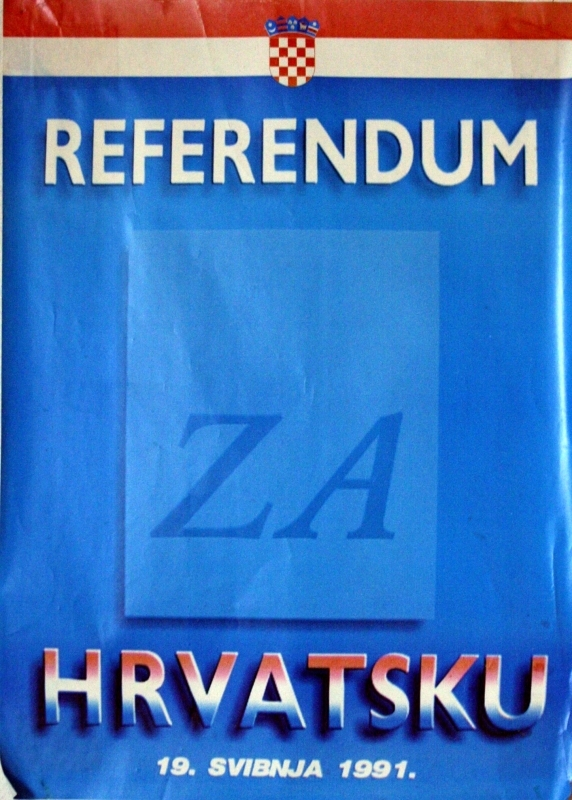
Плакат референдуму про незалежність Хорватії

| Референдум щодо незалежності Хорватії 1991 року        | Референдум щодо незалежності Хорватії 1991 року | Референдум щодо незалежності Хорватії 1991 року |
| ------------------------------------------------------ | ----------------------------------------------- | ----------------------------------------------- |
| Електорат                                              | 3 652 225                                       | 3 652 225                                       |
| Явка                                                   | (83,56 %) 3 051 881                             | (83,56 %) 3 051 881                             |
| Підтримую суверенність і незалежність Хорватії         |                                                 |                                                 |
| Варіанти відповіді                                     | Голосів                                         | %                                               |
| Так                                                    | 2 845 521                                       | 93,24                                           |
| Ні                                                     | 126 630                                         | 4,15                                            |
| Підтримую збереження Хорватії у федеративній Югославії |                                                 |                                                 |
| Варіанти відповіді                                     | Голосів                                         | %                                               |
| Так                                                    | 164 267                                         | 5,38                                            |
| Ні                                                     | 2 813 085                                       | 92,18                                           |
| Джерело: Державна виборча комісія                      |                                                 |                                                 |

Референдум щодо незалежності Хорватії (хорв. Referendum o hrvatskoj samostalnosti) — референдум, що відбувся в Республіці Хорватія 19 травня 1991 року. На ньому хорватські громадяни вирішували про майбутнє країни, відповідаючи на два запитання.
25 квітня 1991 року президент Хорватії у зв'язку з перемовинами щодо врегулювання державної кризи в СФРЮ ухвалив Рішення про призначення референдуму в Республіці Хорватія на 19 травня 1991 р.

## Питання референдуму
На референдумі громадяни відповідали на такі запитання:
|  | Чи ви за те, щоб Республіка Хорватія як суверенна і самостійна держава, яка гарантує культурну автономію та всі громадянські права сербам і представникам інших національностей у Хорватії, могла вступити в союз суверенних держав з іншими республіками (згідно з пропозицією Республіки Хорватія і Республіки Словенія щодо розв'язання державної кризи в СФРЮ)? |

|  | Чи ви за те, щоб Республіка Хорватія залишалася в Югославії як спільній федеративній державі (згідно з пропозицією Республіки Сербія та Соціалістичної Республіки Чорногорія щодо розв'язання державної кризи в СФРЮ)? |

На обидва запитання громадяни відповідали, обводячи «ЗА» або «ПРОТИ».

## Результати референдуму
На референдум прийшли 83,56 % виборців. З них 94,17 % відповіли ствердно на перше запитання. Лише 1,2 % виборців проголосували за те, щоб Республіка Хорватія залишилася в Югославії як спільній федеративній державі, що було другим запропонованим варіантом.

23 травня 1991 року президент Хорватії, спираючись на звіт Республіканської комісії з проведення референдуму від 22 травня 1991 р., оголосив, що на референдумі громадяни Хорватії прийняли рішення:
1. Республіка Хорватія як суверенна і самостійна держава, яка гарантує культурну автономію та всі громадянські права сербам і представникам інших національностей у Хорватії, може вступити в союз суверенних держав з іншими республіками. 2. Республіка Хорватія не залишається в Югославії як спільній федеративній державі.
Відповідно до цього, 25 червня 1991 року парламент Хорватії (сабор) ухвалив Конституційне рішення про суверенітет і самостійність Республіки Хорватія, у якому стверджувалося, що
Цим актом Республіка Хорватія запустить процес відокремлення від інших республік і СФРЮ. Республіка Хорватія запустить процес міжнародного визнання.
На цій самій сесії всіх трьох рад (складових частин тодішнього парламенту) законодавчий орган республіки також ухвалив Декларацію про проголошення суверенної та самостійної Республіки Хорватія. Результати референдуму лягли в основу й ухваленого 8 жовтня того ж року Рішення про припинення державно-правових відносин з іншими республіками та краями СФРЮ, яке зробило Республіку Хорватія незалежною та суверенною державою та у формально-правовому відношенні.

### Питання про суверенітет та незалежність Республіки Хорватія
| 93,24 % | 4,15 % |  |
| За      | Проти  |  |

### Питання про те, щоб Хорватія залишилася у федеративній Югославії
| 5,38 % | 92,18 % |  |
| За     | Проти   |  |